# Paul Marselje
Paul Marselje (Haarlem, 1950) is een Nederlandse muzikant en liedjesschrijver uit Haarlem. Daarnaast was hij politicus voor D66, bestuurder van meerdere organisaties en is hij sinds 2010 actief als hoofdbestuurslid en ordevoorlichter van de Orde van Vrijmetselaren onder het Grootoosten der Nederlanden.

## Muzikant
Aanvankelijk leerde men Marselje kennen als singer-songwriter uit de stal van de Haarlemse Waagtaveerne. Deze lokaliteit was bekend als kweekvijver van wat men toen luisterliedjeszangers noemde. Onder meer Boudewijn de Groot, Lennaert Nijgh, Elly en Rikkert en Joost Nuissl waren er regelmatig te vinden. Van Marselje verschenen naast singles in de loop der tijd vier albums, namelijk 'Spoor 3a' (1973), 'Ik zo zomaar' (1986), 'Daar woon je' (2005) en 'Een Ander Gezicht' (2015). Het laatste album is opgenomen in de Haarlemse Helmbrekerstudio met als producer Jan Piet Exalto, bekend van de Zeezichtstudio. Marcel de Groot (gitaar), Egon Kracht (contrabas), Peter Schön (piano), Jolanda Traarbach (zang) en een strijkkwartet begeleiden de veertien nummers.

## Vrijmetselaren
Als hoofdbestuurslid (2010-2017) van de Orde van Vrijmetselaren onder het Grootoosten der Nederlanden (2016: laatste functie Eerste Grootopziener) treedt hij veel naar buiten in het kader van voorlichting. Marselje onderhoudt als ordevoorlichter namens zijn orde het contact met de pers, geeft interviews en lezingen. Ook duikt zijn naam regelmatig op in sociale media en op forums om te verduidelijken wat vrijmetselarij is. Op 16 juni 2024 ontving hij de erepenning van verdienste van de orde, tijdens een ritueel in de Utrechtse Jaarbeurs.

## Politiek en bestuur
Na de zeventiger jaren werd hij politiek actief en zette zich met succes in voor het behoud van een aantal groengebieden in en rond Haarlem, zoals het Westelijk tuinbouwgebied en de Verenigde Polders. Aanvankelijk deed hij dit als wijkraadsvoorzitter van het Ramplaankwartier, maar vanaf 1985 als gemeenteraadslid voor D66 in Haarlem. In 1990 werd hij er gemeenteraadslid en wethouder voor dezelfde partij. Hij behield deze functie tot hij in 1993 opstapte na een conflict over de ontwikkeling van het terrein van de voormalige drukkerijen van Johan Enschedé en zonen in het hart van Haarlem. De gemeenteraad wilde daar veel meer doen dan Marselje (als verantwoordelijk wethouder) verantwoord vond. In 2002 en 2010 keerde hij op basis van voorkeurstemmen terug in de Haarlemse gemeenteraad. In 2014 nam hij definitief afscheid van het raadswerk.
Andere bestuurlijke functies vervulde en vervult hij onder meer als regiovoorzitter van ambtenarenbond AbvaKabo, als fractievoorzitter KvK/LTO Noord binnen het Hoogheemraadschap van Rijnland, als voorzitter van de Stichting Kunstmarkten Spaarndam, de Maatschap Eerstelijnszorg Haarlem-Oost en uitgeverij Fama Fraternitatis.

## Discografie
| release | titel                                          |
| ------- | ---------------------------------------------- |
| 1973    | Spoor 3a (album) (Philips)                     |
| 1973    | De Oude man / Dans een Dans (single) (Philips) |
| 1986    | Ik zou zomaar (album) (eigen beheer)           |
| 2005    | Daar Woon Je (album) (MA-records)              |
| 2015    | Een Ander Gezicht (album) (MA-records)         |
| 2023    | Yvonne's Song (single) (MA-records)            |